# Elaeagia myriantha
Elaeagia myriantha là một loài thực vật có hoa trong họ Thiến thảo. Loài này được (Standl.) C.M.Taylor & Hammel mô tả khoa học đầu tiên năm 1993.